# ウィッチクラフト (曲)
『ウィッチクラフト』（Witchcraft）はサイ・コールマン作曲、キャロライン・リー作詞の1957年からのポピュラーソング。それはフランク・シナトラによりシングルとしてリリースされ、アメリカで12位に達し、6週間にわたりチャートに入った。
コールマンにより軽歌劇テイク・ファイヴ のためのインストゥルメンタル・ピースとして作曲され、歌詞はリーにより加えられ、『ウィッチクラフト』はその後シナトラにより1957年5月に録音、ネルソン・リドルによるアレンジであった。

## ヴァージョン
シナトラは『ウィッチクラフト』をスタジオの作曲で3回録音した。最初の録音は1957年、彼のシングルリリース用であり、後に彼のコンピレーション・アルバムオール・ザ・ウェイ （1961年）でリリースされた。シナトラは『ウィッチクラフト』を1963年のシナトラズ・シナトラ のために再録音し、最後にデュエッツ （1993年）のためにアニタ・ベイカーとのデュエットで録音した。
| 録音日     | 会社                 | フォーマット                 | アルバム                                | トラック:アルバム | アルバムの日付 | 共同制作者       | アレンジ         |
| ---------- | -------------------- | ---------------------------- | --------------------------------------- | ----------------- | -------------- | ---------------- | ---------------- |
| 1957-05-20 | キャピトル・レコード | スタジオ                     | The Complete Capitol Singles Collection | 3/13:3/5          | 1996-09-03     |                  | ネルソン・リドル |
| 1963-04-30 | リプリーズ・レコード | スタジオ                     | シナトラズ・シナトラ                    | 5/12:1/1          | 1963           |                  | ネルソン・リドル |
| 1993-07-09 | キャピトル・レコード | エレクトロニック・デュエット | デュエッツ                              | 11/13:1/1         | 1993-07-09     | アニタ・ベイカー | ネルソン・リドル |

『ウィッチクラフト』は多くの他のアーティストに録音され、サラ・ヴォーンの1962年のアルバムあなたは私のもの 、エラ・フィッツジェラルドのエラ・リターンズ・トゥ・ベルリン （1961年）、ビル・エヴァンスのポートレイト・イン・ジャズ （1959年）が含まれる。

## 賞

### グラミー
第1回グラミー賞の時、フランク・シナトラは6つのグラミー賞にノミネートされ、シナトラの『ウィッチクラフト』のレコーディングが最優秀レコード賞、最優秀楽曲賞、最優秀男性ボーカルパフォーマンスにノミネート、ネルソン・リドルのアレンジメントが最優秀アレンジメントにノミネートされた。シナトラは2枚のアルバムが最優秀アルバム賞にノミネートされ、最優秀アルバムカヴァーを受賞した。
この曲はまたペギー・リーにより生で歌われた。